# 亨里克·赫德隆
亨里克·赫德隆（瑞典語：Henrik Hedlund，1945年4月7日—），瑞典男子冰球运动员，场上位置是前锋。他曾代表瑞典国家队参加1968年冬季奥林匹克运动会冰球比赛，获得第4名。